# Динамо (футбольный клуб, Тула)
«Динамо» — российский футбольный клуб из Тулы. Основан в 1991 году под названием «Луч» при Тульском заводе железнодорожного машиностроения по инициативе его руководителя Юрия Тарасова, ранее игравшего за местные команды. Назывался также «Арсенал-2». Существовал по 2003 год. Тарасов являлся президентом клуба в 2001—2002 годах.

## Результаты выступлений
| Год  | Название  | Первенство              | Первенство | Первенство | Кубок | Примечания |
| Год  | Название  | Лига/дивизион (уровень) | Зона       | Место      | Кубок | Примечания |
| ---- | --------- | ----------------------- | ---------- | ---------- | ----- | --- |
|      | Луч       |                         |            |            | —     | в 1993 и 1994 годах — участие в Кубке России среди КФК (зона 1 и 2, соответственно), оба раза — 1/4 финала                                                                                 |
| 1995 | Луч       | Третья лига (4)         | 2          | 7 из 16    | —     | в 1993 и 1994 годах — участие в Кубке России среди КФК (зона 1 и 2, соответственно), оба раза — 1/4 финала                                                                                 |
| 1996 | Луч       | Третья лига (4)         | 4          | 9 из 16    | 1/128 | |
| 1997 | Луч       | Третья лига (4)         | 4          | 7 из 19    | 1/128 | Изменение структуры системы лиг. Переход во второй дивизион |
| 1998 | Арсенал-2 | Второй дивизион (3)     | Центр      | 14 из 21   | 1/128 | В 1998—2001 годах являлся фарм-клубом «Арсенала». После вылета «Арсенала» во Второй дивизион (был определён в зону «Запад») существовала вероятность переименования клуба в «Арсенал-2002» |
| 1999 | Арсенал-2 | Второй дивизион (3)     | Центр      | 16 из 19   | 1/512 | В 1998—2001 годах являлся фарм-клубом «Арсенала». После вылета «Арсенала» во Второй дивизион (был определён в зону «Запад») существовала вероятность переименования клуба в «Арсенал-2002» |
| 2000 | Арсенал-2 | Второй дивизион (3)     | Центр      | 20 из 20   | 1/256 | В 1998—2001 годах являлся фарм-клубом «Арсенала». После вылета «Арсенала» во Второй дивизион (был определён в зону «Запад») существовала вероятность переименования клуба в «Арсенал-2002» |
| 2001 | Арсенал-2 | Второй дивизион (3)     | Центр      | 16 из 20   | 1/256 | В 1998—2001 годах являлся фарм-клубом «Арсенала». После вылета «Арсенала» во Второй дивизион (был определён в зону «Запад») существовала вероятность переименования клуба в «Арсенал-2002» |
| 2002 | Арсенал-2 | Второй дивизион (3)     | Центр      | 16 из 20   | 1/256 | В 1998—2001 годах являлся фарм-клубом «Арсенала». После вылета «Арсенала» во Второй дивизион (был определён в зону «Запад») существовала вероятность переименования клуба в «Арсенал-2002» |
| 2003 | Динамо    | Второй дивизион (3)     | Центр      | —          | 1/256 | Снятие по ходу сезона. Результаты матчей (13:+0=2-11, 2-26) аннулированы. |

Примечания
1. ↑  Команда больше года передвигалась на автобусе с надписью «Арсенал-2002».
2. ↑  В некоторых СМИ, ориентировавшихся на данные ЦОС ПФЛ, название команды обозначалось в 1998—2001 годах как «Арсенал»-2, а в 2002 году — «Арсенал-2».

В 1993 и 1994 годах команда «Луч» Тула принимала участие в Кубке России среди КФК (на предварительном этапе): 1993 — 1/4 финала (зона 1), 1994 — 1/2 финала (зона 3).

## Главные тренеры
- Александр Юрчиков[5] (1995)
- Александр Чимбирёв (1996, 2000—2001)
- Юрий Черьевский (1997)
- Владимир Бабанов[6] (1998)
- Вячеслав Ледовских (1998—2000)
- Анатолий Семёнов (2000)
- Леонид Липовой[7] (2002—2003)
- Анатолий Семёнов (2003)